# Tschepezki Mechanitscheski Sawod
Der AO Tschepezki Mechanitscheski Sawod (russisch Чепецкий механический завод, deutsch Tschepezker Mechanische Fabrik nach dem Fluss Tschepza, TschMS) ist ein Unternehmen mit Sitz in Glasow (Udmurtien), das vor allem Rohstoffe für Atomreaktoren wie Zirconium, Calcium, abgereichertes Uran und Niob verarbeitet. Das Unternehmen gehört zu TWEL, das dem russischen Staatskonzern Rosatom angehört. Im Jahr 2014 betrug der Umsatz des Unternehmens 11.929.000.000 Rubel.
Das Unternehmen wurde 1946 gegründet.